# Roberto de' Rossi
Roberto de' Rossi (1355 circa – 1417) è stato un umanista italiano.

## Biografia
È stato uno dei primi umanisti a Firenze, un seguace di Coluccio Salutati e, come primo allievo di Emanuele Crisolora, uno dei primi fiorentini a leggere il greco. 
Roberto de' Rossi era un patrizio ricco che non si è mai sposato ed ha evitato una carica pubblica, ma ha dedicato la sua vita ai libri e agli studi nella sua casa e nel giardino del quartiere Oltrarno di Firenze. Le sue traduzioni di Aristotele e di altri scrittori greci classici li ha resi ampiamente disponibili al pubblico lettore del latino; fu precettore di Cosimo de' Medici, un ruolo per il quale fu selezionato da Giovanni di Bicci. Gli amici di Roberto Leonardo Bruni e Niccolò Niccoli furono ereditati da Cosimo e fecero parte della sua cerchia.